# 鮫洲站
鮫洲站（日语：／ Samezu eki */?）是位於日本東京都品川區東大井，屬於京濱急行電鐵本線的鐵路車站。車站編號是KK05。本站與相鄰的青物橫丁站間的距離僅有0.5公里。

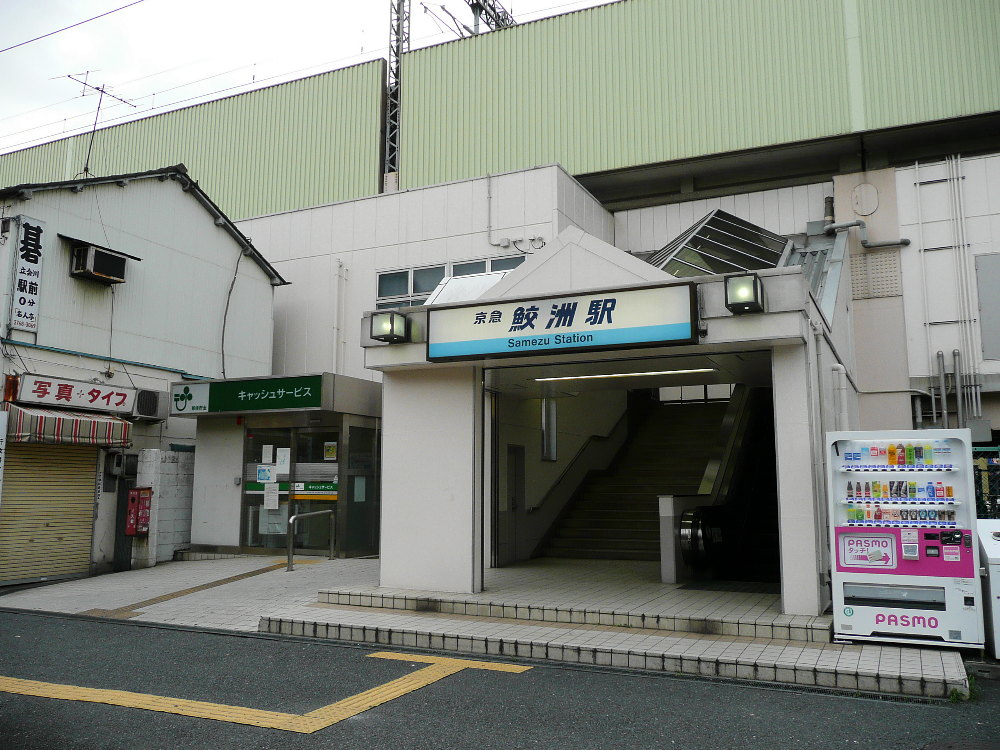
東口（2007年7月）

## 歷史
- 1904年（明治37年）5月8日 - 開業[1]。
- 1944年（昭和19年）5月1日 - 往橫濱方向移動160公尺[1][3]。
- 1966年（昭和41年）6月16日 - 待避設備與天橋啟用[1][3]。為對應4輛編組的新幹線型月台[3]。
- 1977年（昭和52年）12月 - 月台有效長度延伸至6輛編組[3]。
- 1981年（昭和56年）6月 - 天橋廢止，新設臨時地下道[3]。
- 1989年（平成元年）6月 - 上行線高架化[1]。
- 1991年（平成3年）12月21日 - 下行線高架化[1][3]。
- 2020年（令和2年）3月 - 加註副站名「鮫洲駕照考場」（鮫洲運転免許試験場）[4]。

### 站名由來
站名源自於當地地名，傳聞附近一代稱為鮫濱、鮫頭崎等，又因沙洲而稱為鮫洲崎，之後演變為現在的鮫洲。

## 車站結構

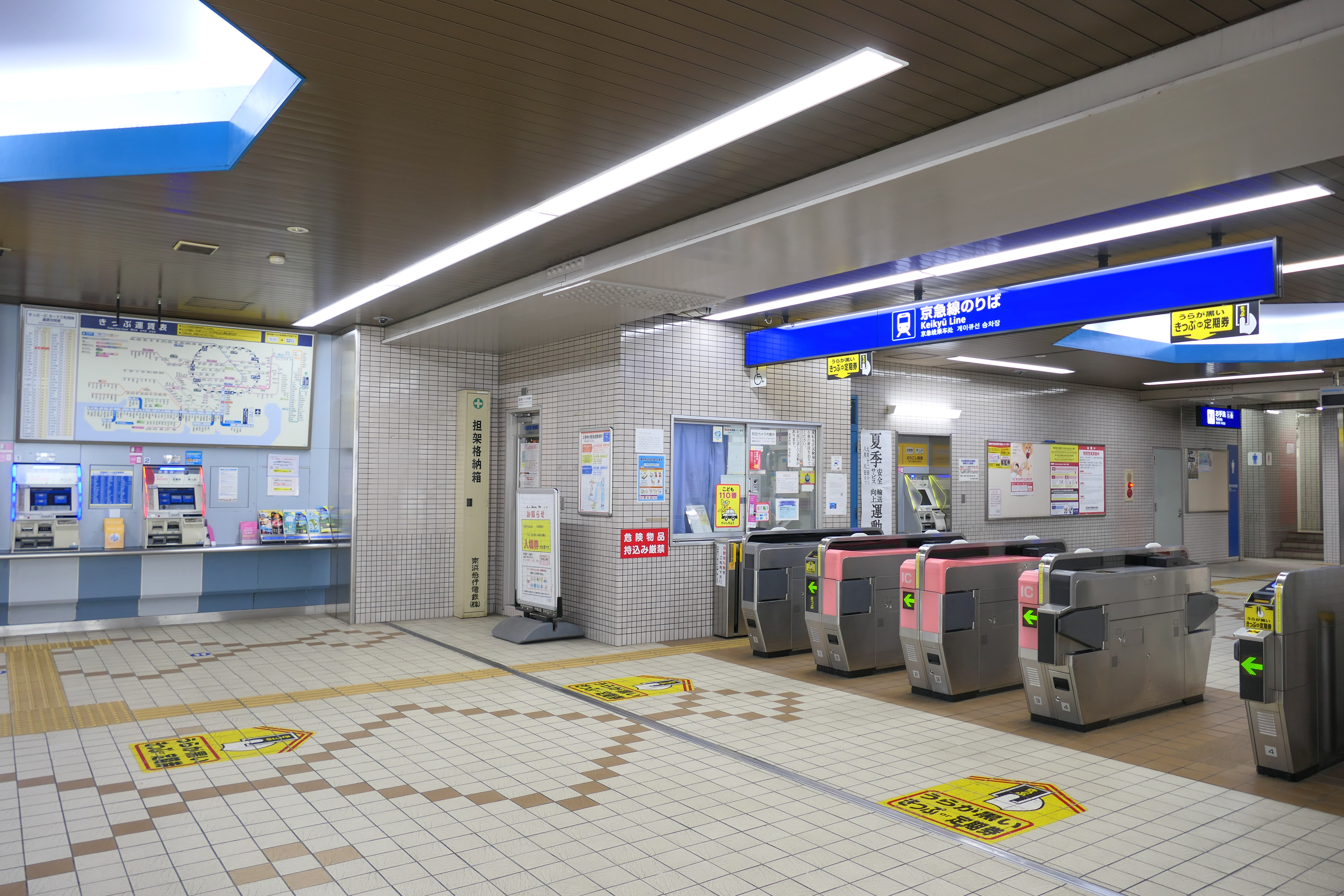
驗票閘口（2021年7月）

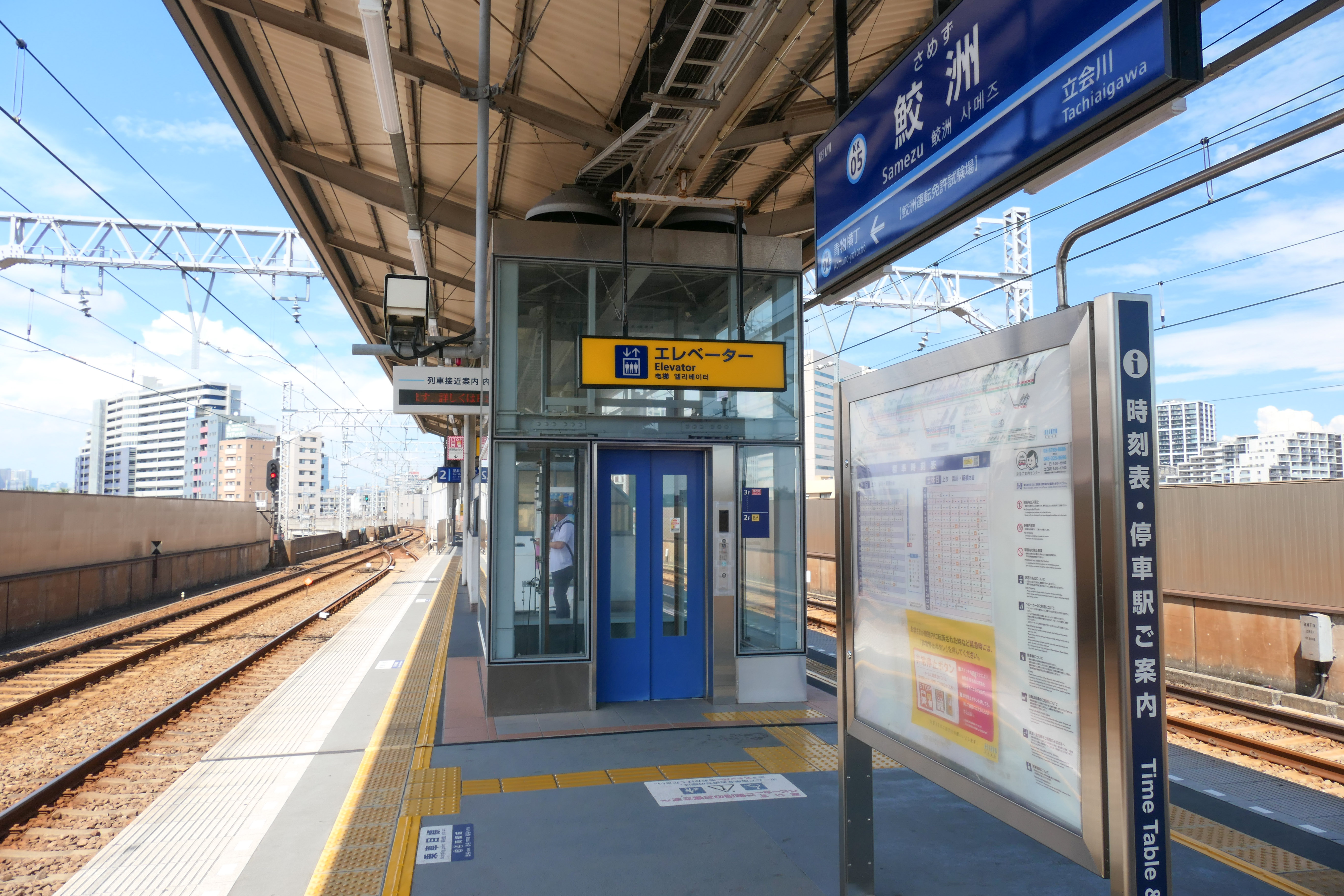
月台（2021年7月）

本站為1面2線的島式月台高架車站，加上外側有2條側線供快特列車等通過。月台有效長度6輛編組。普通列車因在本站待避後面的機場急行、特急、快特與回送等車通過，會停靠7至10分鐘左右。
開放的高架月台因長時間待避，2008年3月22日成為京急本線第一個設置候車室的月台。而平面時代的鮫洲站是線路在中央的相對式月台車站。

### 月台配置
| 月台 | 路線 | 方向 | 目的地                                     |
| ---- | ---- | ---- | ------------------------------------------ |
| 1    | 本線 | 下行 | 京急蒲田、橫濱、浦賀、三崎口、羽田機場方向 |
| 2    | 本線 | 上行 | 品川、泉岳寺、淺草線方向                   |

## 利用狀況
2016年度1日平均上下車人次為10,509人。
近年1日平均上下車、上車人次如下。
| 年度               | 1日平均 上下車人次 | 1日平均 上車人次 | 來源     |
| ------------------ | ------------------ | ---------------- | -------- |
| 1992年（平成04年） |                    | 6,178            | [ * 1 ]  |
| 1993年（平成05年） |                    | 6,099            | [ * 2 ]  |
| 1994年（平成06年） |                    | 5,838            | [ * 3 ]  |
| 1995年（平成07年） |                    | 5,779            | [ * 4 ]  |
| 1996年（平成08年） |                    | 5,447            | [ * 5 ]  |
| 1997年（平成09年） |                    | 5,304            | [ * 6 ]  |
| 1998年（平成10年） |                    | 5,260            | [ * 7 ]  |
| 1999年（平成11年） |                    | 5,183            | [ * 8 ]  |
| 2000年（平成12年） |                    | 5,096            | [ * 9 ]  |
| 2001年（平成13年） |                    | 5,104            | [ * 10 ] |
| 2002年（平成14年） | 10,534             | 5,192            | [ * 11 ] |
| 2003年（平成15年） | 10,367             | 5,090            | [ * 12 ] |
| 2004年（平成16年） | 10,094             | 4,997            | [ * 13 ] |
| 2005年（平成17年） | 9,809              | 4,838            | [ * 14 ] |
| 2006年（平成18年） | 9,830              | 4,841            | [ * 15 ] |
| 2007年（平成19年） | 9,725              | 4,790            | [ * 16 ] |
| 2008年（平成20年） | 9,817              | 4,852            | [ * 17 ] |
| 2009年（平成21年） | 9,777              | 4,838            | [ * 18 ] |
| 2010年（平成22年） | 9,439              | 4,657            | [ * 19 ] |
| 2011年（平成23年） | 9,072              | 4,473            | [ * 20 ] |
| 2012年（平成24年） | 8,995              | 4,452            | [ * 21 ] |
| 2013年（平成25年） | 9,525              | 4,715            | [ * 22 ] |
| 2014年（平成26年） | 9,744              | 4,844            | [ * 23 ] |
| 2015年（平成27年） | 10,306             |                  |          |
| 2016年（平成28年） | 10,509             |                  |          |

## 車站周邊
車站西方公寓林立，東方則是古老民家與低矮大樓交錯的區域。東方100公尺左右是舊東海道。本站北方地下有臨海線通過。
- OTODOKEIKYU鮫洲店（日语：京急ステーションコマース）
- 東京運輸支局（日语：東京運輸支局）本廳舍
- 鮫洲運轉免許試驗場（日语：鮫洲運転免許試験場）
- 國道15號（第一京濱）
- 鮫洲公園
- 產業技術大學院大學（日语：産業技術大学院大学）
- 東京都立產業技術高等專門學校
- 大井消防署
- 品川鮫洲郵便局
- 京急交通（日语：京急交通）品川営業所
- 東京NILE（東京ナイル）

### 巴士路線
最近的巴士站是距離車站稍遠的大井消防署前或南品川3丁目。以下路線由京濱急行巴士運行。
- 井12系統 往大井町站、八潮公園城循環
- 井19系統 往大森站、往Leisure Land平和島（日语：ビッグファン平和島）、往大井町站

兩系統在青物橫丁站與立會川站都有巴士站，本站乘車並不便利。
都營巴士的東京工科專門學校前巴士站、東京運輸支局前巴士站一樣與車站有一段距離。

## 相鄰車站
京濱急行電鐵
 本線
□早晨翼號、□京急翼號、■機場快特、■快特、■快特（金澤文庫站以南為特急）、■特急、■機場急行
通過
■普通
青物橫丁（KK04）－鮫洲（KK05）－立會川（KK06）

## 延伸閱讀
- 佐藤良介. . JTBパブリッシング. 2006-02-01. ISBN 4533061753.

## 外部連結
- 鮫洲站（各站資訊） - 京濱急行電鐵